# 西原借款
西原借款是1917年至1918年间中華民國第一次段祺瑞內閣改組內閣和日本政府签订的一系列公开和秘密借款的总称。 因日方经办人是日本内阁总理大臣寺内正毅挚友西原龜三而得名。一戰時，1917年5月中华民国第一届国会在激烈討論對德國宣戰案（段祺瑞和日本力主中國參戰），5月18日英文《京报》（Peking Gazette）揭露西原借款事件，令段祺瑞內閣倒台。

## 過程
1916年6月中华民国大总统袁世凯病逝，副总统黎元洪继任大总统，由国务总理段祺瑞掌握實權。同年10月日本大隈重信内阁辞职，原朝鲜总督寺内正毅组阁上台。寺内内阁调整了日本对华政策，停止支持中国南方革命党人，唯一支持段祺瑞政府，增加对华经济援助，力图维持和扩大日本在华利益。而段祺瑞感到自己麾下的皖系军阀不易控制，故需要借款编练效忠自己的军队。
自寺内正毅1916年10月上台之后，立刻派其私人幕僚西原龟三多次前往中国秘密访问，并以日本兴业银行、台湾银行、朝鲜银行三行的名义，于1917年1月20日与中国交通银行（隶属于中国政府交通部）总裁曹汝霖签订了第一批借款500万日元的合約。之后又有第二次交通银行借款2000万日元；有线电信借款2000万日元；吉会铁路借款1000万日元；黑龙江省吉林省金矿森林借款3000万日元；满蒙四铁路借款2000万日元；山东济顺、徐高二铁路借款2000万日元；参战借款2000万日元。总共八项借款，合计14500万日元。贷款的抵押物包括中国山东和东北地区的铁路、矿产、森林等。
1918年9月24日，商談《济顺、徐高二鐵路借款預備合同》之際，中日關於膠濟鐵路相關事項進行秘密換文，史稱《關於處理山東省各問題換文》，簡稱《山東問題換文》，中國出讓多項權益，允許日本在濟南駐軍，擔任巡警，鐵路由中日合營。日本外務大臣後藤新平來文稱：
敬啟者，帝國政府顧念貴我兩國間所存善鄰之誼，本和衷協調之旨義，將關於山東省諸問題，照左列各項處理。認爲妥當。兹將此事特向貴國政府提議：

一、膠濟鐵路沿線之日本國軍隊，除濟南留部隊外，全部均調集於青島。

二、膠濟鐵路之警備可由中國政府組成巡警隊任之。

三、右列巡警隊經費，由膠濟鐵路提供相當之金額充之。

四、右列巡警隊本部、樞要驛並巡警養成所內，應聘用日本國人。

五、膠濟鐵路從業員中應採用中國人。

六、膠濟鐵路所屬確定以後，歸中日合辦經營。

七、現在施行之民政撤廢之。
曹汝霖密電駐日公使章宗祥，章宗祥復文稱：
中國政府對於日本政府右列之提議，欣然同意。特此奉覆。
此秘密換文後來在巴黎和會中被公開，成爲解決山東問題的一個障礙。中國代表團稱二十一條是被迫簽署，但此換文中“欣然同意”一語被日方當作中方自願的證據，曹汝霖與章宗祥因此被指應負擔責任。
中国接受借款后，日本加强了在山东的存驻，1917年9月29日在青岛设置了民政署（1918年中日《山東問題換文》废除但机构依然存在，直至1922年中日签订《中日解决山东悬案条约》后正式废除）。也在济南驻军，并且控制了胶济铁路以及渗入了中国军械制造。
西原借款所得款項，日後用於财政性支出占65.22%，军费占总支出占25.40%。曹汝霖表示有這筆錢之後，政府財政壓力得到緩解，“官员无欠薪，军警无欠饷”。当时的财政部官员周叔廉表示，日方对借款的条件並不苛求。
1925年國民政府成立後，以“贿选总统之下的北京政府所借的外债，概不负责偿还”而停付本息，日方還因此血本無歸，日本政府必須發行債券以救濟日本興業銀行。日本国内指责该项借款实乃卖国之举，胜田龙夫也认为西原借款是无效的“泡沫借款”。实则以資金換取政治軍事利益，不仅在山东占得大片利益，还控制了胶济铁路，渗透了中国。日本内阁总理寺内正毅说：
“借予中国之款于三倍从前之数，但其实际上扶植日本对于中国之权利，何止十倍于二十一条”